# S 42nd Street Shuttle
 (janvier 2022).
Pour les articles homonymes, voir Ligne S.

L'actuel logo de la ligne S.

Le service S appelé « 42nd Street Shuttle » est une navette opérant à New York dans l'arrondissement de Manhattan. Elle est parfois appelée la navette Grand Central / Times Square, car ce sont les deux seules stations desservies. 
Elle fonctionne tous les jours de 6h30 à 0h00 et relie Times Square, carrefour important de métro (un grand nombre de lignes s’y croisent en moins d’une minute) à Grand Central, une des deux gares principales de New York ; en passant sous la 42e.
C'est le service le plus court du réseau avec une longueur de 732 m pour une durée d'une minute et trente secondes . Ce service appartient à la Division A du réseau et les voies qu'il utilise ont été ouvertes en 1904 lors de l'inauguration du premier métro de la ville. 
Pour le distinguer des autres navettes du réseau, la MTA appelle ce service le O. Son parcours est le seul du réseau du métro de New York entièrement souterrain. Cette navette est exploitée par l'Interborough Rapid Transit Company et utilise donc les voies de l'IRT 42 Street Line, en parallèle avec la Ligne 7 du métro de New York.
Le matériel roulant de la ligne se compose uniquement de quelques métros R62A, à une seule voiture. 2 navettes opèrent en service normal sur la ligne.
Cette ligne peut également être appelée la « S », en référence aux autres navettes du réseau, voire la « 8 » ou la « 11 » afin de la distinguer des lignes de la Division B, nommées par une lettre.

## Histoire
Les voies de cette ligne ont été ouvertes le 27 octobre 1904 lors de la création du premier métro de New York. Elle est considérée comme ligne principale du réseau exploité par l’Interborough Rapid Transit Company jusqu’au 1er août 1918, date de l’ouverture des lignes IRT Lexington Avenue Line et IRT Broadway-Seventh Avenue Line  qui forment alors le nouveau réseau en « H ».
La station Times Square a été fermée pour travaux jusqu’au 28 septembre 1918, afin d’agrandir les quatre quais qui servent aujourd’hui pour les trains locaux / express des services O (42nd Street Shuttle) et 7. À Times Square, des bandes noires sur les murs guident les passagers jusqu’au quais tandis qu’à Grand Central, ce sont des bandes vertes.
Jusqu’au 10 septembre 1995, la ligne fonctionnait 24h/24 tandis qu’aujourd’hui, le service ne fonctionne pas la nuit et la Ligne 7 du métro de New York offre alors un service de remplacement toutes les 20 minutes.
Il arrive parfois que la ligne soit fermée afin d’utiliser la zone pour le tournage de films. French Connection et The King of New York, par exemple, ont été filmés ici.

### Stations
| Légende | Légende                                                   |
| ------- | --------------------------------------------------------- |
|         | Sert toujours cette station                               |
|         | Sert toujours cette station, sauf la nuit                 |
|         | Service limité                                            |
|         | Sert cette station durant la nuit                         |
|         | Sert toujours cette station, sauf aux heures de pointe    |
|         | Sert cette station durant les heures de points            |
|         | Sert cette station durant la semaine                      |
|         | Sert cette station durant la nuit et les fins de semaines |
|         | Sert cette station durant les fins de semaines            |

|           | Station                   | Horaires               | Correspondances                                                         |
| Manhattan | Manhattan                 | Manhattan              | Manhattan                                                               |
| --------- | ------------------------- | ---------------------- | ----------------------------------------------------------------------- |
|           | Times Square              | Toujours, sauf la nuit | (1) · (2) · (3) · (7) · (<7>) · (A) · (C) · (E) · (N) · (Q) · (R) · (W) |
|           | 42nd Street-Grand Central | Toujours, sauf la nuit | (4) · (5) · (6) · (<6>) · (7) · (<7>)                                   |

## Interconnexions et correspondances
La ligne dispose de quatre voies. Deux sont utilisées pour la navette et sont reliées à la IRT Broadway-Seventh Avenue Line vers le nord (à Times Square) et à la IRT Lexington Avenue Line vers le sud (à Grand Central). Ces voies sont un héritage du premier métro de New York formé par le réseau en « H ».
La ligne est donc physiquement connectée aux services 1, 2, 3, 4, 5, 6, et 7 (tous les services de l’Interborough Rapid Transit Company) mais dispose également de correspondances pour les voyageurs avec la BMT Broadway Line à Times Square (services des : Ligne N (Métro de New York), Ligne Q (Métro de New York), Ligne R (Métro de New York) et Ligne W (Métro de New York)).